# Flovilla
Flovilla és una població dels Estats Units a l'estat de Geòrgia. Segons el cens del 2000 tenia 652 habitants.

## Demografia
Segons el cens del 2000, Flovilla tenia 652 habitants, 206 habitatges, i 172 famílies. La densitat de població era de 129,1 habitants/km².
Dels 206 habitatges en un 38,3% hi vivien nens de menys de 18 anys, en un 55,8% hi vivien parelles casades, en un 18% dones solteres, i en un 16,5% no eren unitats familiars. En el 13,1% dels habitatges hi vivien persones soles el 4,9% de les quals corresponia a persones de 65 anys o més que vivien soles. El nombre mitjà de persones vivint en cada habitatge era de 3,17 i el nombre mitjà de persones que vivien en cada família era de 3,47.
Per edats la població es repartia de la següent manera: un 29,8% tenia menys de 18 anys, un 11,2% entre 18 i 24, un 27% entre 25 i 44, un 23,9% de 45 a 60 i un 8,1% 65 anys o més.
L'edat mediana era de 31 anys. Per cada 100 dones de 18 o més anys hi havia 94,1 homes.
La renda mediana per habitatge era de 38.194 $ i la renda mediana per família de 42.679 $. Els homes tenien una renda mediana de 26.507 $ mentre que les dones 18.750 $. La renda per capita de la població era de 15.712 $. Entorn del 13% de les famílies i el 12,3% de la població estaven per davall del llindar de pobresa.

## Poblacions més properes
El següent diagrama mostra les poblacions més properes.